# سفارت برزیل در مسکو
سفارت برزیل در مسکو (به لاتین: Embassy of Brazil) یک منطقهٔ مسکونی و نمایندگی سیاسی این کشور در روسیه است که در مسکو واقع شده‌است.